# Dashahara

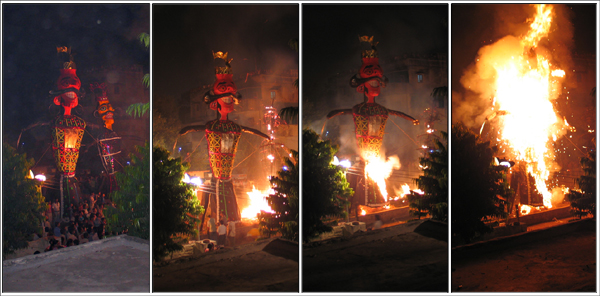
Dashahara in Delhi, eine Figur des Dämons Ravana wird verbrannt

Dashahara (auch Vijaya Dashami, Dasara, Sanskrit, f., दशहरा, daśaharā; Hindi, m., दशहरा, daśaharā; Marathi, दसरा, dasarā; im Englischen mit Dussera, Dussehra wiedergegeben) ist ein hinduistisches Fest, das am zehnten Tag der mondhellen Hälfte des Hindu-Monats Ashvayuja (oder Ashvina) gefeiert wird, nach modernem Kalender meist Anfang/Mitte Oktober. Es handelt sich um den letzten Tag und Höhepunkt eines zehntägigen Festivals, das man in jeder Region Indiens anders bezeichnet. Auch die zugrunde liegenden Legenden sowie Sitten und Gebräuche unterscheiden sich erheblich.
Dashahara zählt nicht nur zu den höchsten religiösen Feiertagen der Hindus, sondern hat überall auch wichtige soziale Bedeutung.

## Regionale Besonderheiten
- Im Norden des indischen Subkontinentes steht zu Dashahara Rama im Zentrum der Verehrung, und die Menschen zelebrieren die Freudenfeier wegen der Wiederkehr des göttlichen Helden aus der Verbannung sowie seinen Sieg über den Dämon Ravana. Wesentliches Element sind mehrtägige Theateraufführungen, die religiös-unterhaltsamen Ramlilas, welche die Geschichten des großen Epos Ramayana erzählen und die Taten Ramas verherrlichen, ferner die Swang-Unterhaltungstheater.
- Im Osten, besonders in Bengalen, steht die Göttin Durga im Zentrum und die Menschen kennen dasselbe Fest als Durga Puja. Die Gläubigen sehen Durga während dieser Zeit als in ihrer Murti, den konsekrierten Statuen, anwesend. Sie feiern Durgas Sieg über den Büffeldämon Mahishasura und damit die Überwindung des Übels.
- Im Fürstenstaat Bastar galt der örtliche Raja als Inkarnation. Seine Teilnahme am Fest als Oberpriester war für die dortigen Adivasi von hoher symbolischer Bedeutung.[1]
- In südindischen Bundesstaaten gilt Kali, die dunkle Seite der Göttin, als die Siegerin über den Büffeldämon. Die Feiertage heißen hier Navaratri („neun Nächte“). Neun Tage steht in fast jedem Haushalt ein Navaratri-Kolu, ein Gerüst, auf dessen Stufen eine Anzahl Puppen mythologische Darstellungen zeigen. Besonders Frauen und Kinder gehen von Haus zu Haus und erfreuen sich daran.
- Auch im Westen, wie etwa den Bundesstaaten  Gujarat oder Rajasthan, feiert man das Fest als Navaratri. Hier steht die Göttin unter dem Namen Amba („Mutter“) im Mittelpunkt der Verehrung. Man stellt einen mit Wasser gefüllten Tonkrug, ein garbo, auf einen kleinen Haufen Erde, in den Getreide gesät wurde. Neun Tage und Nächte brennt davor eine Butterlampe, und schließlich, zu Dashahara, dem zehnten Tag, bringt man den Krug in den Tempel. Um diesen Krug herum wird ein ritueller Tanz, Garba, aufgeführt, der  der weiblichen Energie, dem Shakti, gewidmet ist. Die Tänzerinnen gehen singend und händeklatschend im Kreis, gegen den Uhrzeigersinn, wobei sich langsame Drehbewegungen zu hektischem Wirbeln steigern. Dieser Tanz wurde 2023 in die UNESCO-Liste des immateriellen Kulturerbes der Menschheit aufgenommen.[2]
- In Nepal heißt das Fest Dasai (Dashain). Die Zeremonien begleitet ein panche baja („fünf Musikinstrumente“) genanntes Ensemble, das im Wesentlichen aus der Kesseltrommel damaha, ferner aus der gebogenen Naturtrompete narsinga und der geraden Langtrompete karnal besteht.